# Ácido tricarboxílico
Un ácido tricarboxílico es un tipo de ácido orgánico caracterizado por tener tres grupos funcionales carboxilos (-COOH) en su composición. Un ejemplo es el ácido cítrico.

## Ejemplos
| nombre común                       | Nombre IUPAC                              | Fórmula molecular | Fórmula estructural                 |
| ---------------------------------- | ----------------------------------------- | ----------------- | ----------------------------------- |
| Ácido cítrico                      | 3-hydroxypenta-1,3,5-tricarboxylic acid   | C6H8O7            | File:Citric acid structure.png      |
| Ácido isocítrico                   | 1-hydroxypropane-1,2,3-tricarboxylic acid | C6H8O7            | File:Isocitric acdid structure.png  |
| Ácido aconítico                    | Prop-1-ene-1,2,3-tricarboxylic acid       | C6H6O6            | (cis-form & trans-form)             |
| Ácido propano-1,2,3-tricarboxílico | Propane-1,2,3-tricarboxylic acid          | C3H5(COOH)3       | File:Carballylic acid structure.png |
| Ácido trimésico                    | benzene-1,3,5-tricarboxylic acid          | C9H6O6            | File:Trimesic acid structure.png    |